# Krajský přebor – Praha-město 1973/1974
V soubojích Krajského přeboru – Praha-město 1973/74, jedné ze skupin 5. nejvyšší fotbalové soutěže, se utkalo 16 týmů dvoukolovým systémem podzim – jaro. Tento ročník skončil v červnu 1974.

## Výsledná tabulka
Zdroj:
| Poř. | Tým                     | Z  | V  | R  | P  | VG | OG | B  |
| ---- | ----------------------- | -- | -- | -- | -- | -- | -- | -- |
| 1.   | TJ ČAFC Praha           | 30 | 19 | 7  | 4  | 52 | 22 | 45 |
| 2.   | TJ Uhelné sklady Praha  | 30 | 16 | 8  | 6  | 45 | 24 | 40 |
| 3.   | TJ Spartak Čelákovice   | 30 | 16 | 5  | 9  | 45 | 29 | 37 |
| 4.   | TJ Union Žižkov         | 30 | 13 | 9  | 8  | 34 | 28 | 35 |
| 5.   | TJ Bohemians Praha „B“  | 30 | 12 | 8  | 10 | 41 | 32 | 32 |
| 6.   | SK Brandýs nad Labem    | 30 | 10 | 10 | 10 | 24 | 29 | 30 |
| 7.   | TJ Viktoria Žižkov „B“  | 30 | 10 | 8  | 12 | 42 | 43 | 28 |
| 8.   | SK Nusle                | 30 | 10 | 8  | 12 | 44 | 46 | 28 |
| 9.   | SK Praga                | 30 | 7  | 14 | 9  | 31 | 33 | 28 |
| 10.  | TJ Aritma Praha         | 30 | 10 | 8  | 12 | 32 | 43 | 28 |
| 11.  | TJ Střešovice           | 30 | 8  | 11 | 11 | 34 | 36 | 27 |
| 12.  | TJ Čechie Karlín        | 30 | 8  | 11 | 11 | 32 | 41 | 27 |
| 13.  | TJ Sokol Újezd nad Lesy | 30 | 11 | 4  | 15 | 46 | 57 | 26 |
| 14.  | TJ Suchdol              | 30 | 8  | 10 | 12 | 41 | 51 | 26 |
| 15.  | TJ Avia Čakovice        | 30 | 9  | 8  | 13 | 26 | 33 | 26 |
| 16.  | TJ Spartak Vršovice     | 30 | 6  | 5  | 19 | 36 | 60 | 17 |

Poznámky:
- Z = Odehrané zápasy; V = Vítězství; R = Remízy; P = Prohry; VG = Vstřelené góly; OG = Obdržené góly; B = Body
- Chybí skóre ze zápasu TJ Union Žižkov - TJ Avia Čakovice, který skončil vítězstvím Unionu Žižkov

|  | Postup do Divize B 1974/75             |
|  | Sestup do příslušné I. A třídy 1974/75 |